# خدرنق طبروباني
خدرنق طبروباني (الاسم العلمي: Cheiracanthium taprobanense) هو نوع من العنكبوتيات يتبع جنس الخدرنق من الفصيلة العناكب الكيسية.